# Peoria
Peoria /Nastalo od peouarea ili piwarea, "he comes carrying a pack on his back; osobno ime. "/ sjevernoameričko pleme Indijanaca, izvorno nastanjeno uz jezero Peoria u Illinoisu i članovi labavog plemenskog saveza Illinois. 
Godine 1667. susreo je neke od njih Claude Allouez na jezeru Superior u La Pointe (Bayfield) Wisconsin. Godine 1673. nalaze se već na desnoj obali Mississippija, blizu ušća rijeke za koju se misli da je bila Des Moines. Godine 1688. pleme je na Upper Iowa Riveru. Nakon rata ezerskih plemena protiv konfederacije Illinois, Peorije prelaze Missouri, ali glavni dio ostaje istočnoj obali Illinoisa sve do 1832. Te godine Peorije mnogo gube na svojoj populaciji, i prodaju svoje zemlje u Illinoisu i Missouriju i odlaze s Kaskaskiama na rezervat na rijeku Osage u Kansas.
Godine 1861. s plemenima Wea i Piankashaw (iz grupe Miami) odlaze na Indijanski Teritorij (sadašnja Oklahoma), gdje im i danas žive potomci. Godine 1907. postaju građani SAD-a. Peorije jezičćno pripadaju porodici Algonquian.

## Populacija
Izvorna populacija Peoria nije poznata. Chauvignerie je 1736. procijenio njihov broj na oko 250. Kasnije su stradali u ratovima koje su protiv Illinoisa povela Jezerska plemena. Prema Hodgeu, Peorie su po svoj prilici istrijebili Foxi iz osvete što su pomogli Francuzima u borbi protiv njih (Foxa). Godine 1829. konsolidirane skupine Illinoisa pod imenom Peoria imale su 120 osoba; prema Indijanskom uredu broj im je 1906. bio 182.

## Etnografija
Glavna hrana Peoria tokom cijele godine bio je kukuruz, sušili su ga i skladištili za zimske mjesece. Uz kukuruz uzgajali su i grah, tikve i drugo povrće a sakupljali su i orahe i bobice i lovili ribe u rijeci Illinois. Dva puta godišnje, nakon proljetne sadnje i u zimu, poduzimali su put od nekih 100 milja, zbog lova na bizone. 
Ženski posao bio je rad u polju, i briga oko djece i doma. Muškarac je išao u lov, ribolov i na putovanja zbog trgovine. Lov bizone bio je važan Peoriama. Paljenjem prerije satjerali bi životinje na željeno područje gdje bi ih pobili onoliko koliko im je bilo potrebno. 
U lovu su se Peorije služili lukom i strijelom a imali su i pse istrenirane da donesu lovinu. Lončarstvo su poznavali, a umjesto kanua služili su se 'bullboat-čamcima, malenim nespretnim plovilima, veoma teškim za navigaciju. Takva plovila imali su Mandani i Arikare s Missourija. 
Dječaci Peoria u dobi od 15 godina povlačili bi se obojenih lica na osamu gdje su trebali izazvati vizije kako bi pronašli svoga duha-zaštitnika. Poliginija je bila uobičajena, a žensku nevjernost kažnjavali su rezanjem ušiju ili nosa.

## Vanjske poveznice
- Peoria Tribe of Indians of Oklahoma  Arhivirana inačica izvorne stranice od 7. ožujka 2009. (Wayback Machine)
- Peoria Tribe of Indians of Oklahoma